# Beijing Senova X65

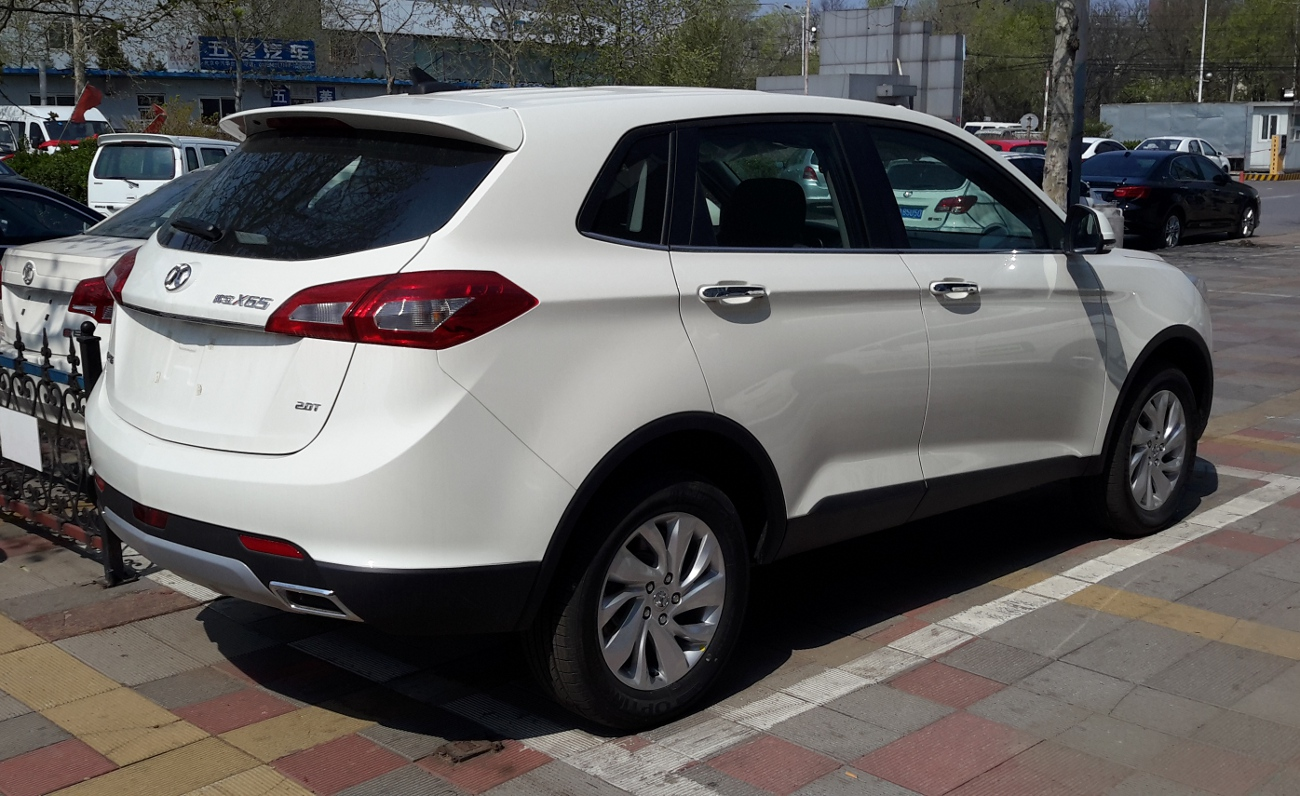
Heckansicht

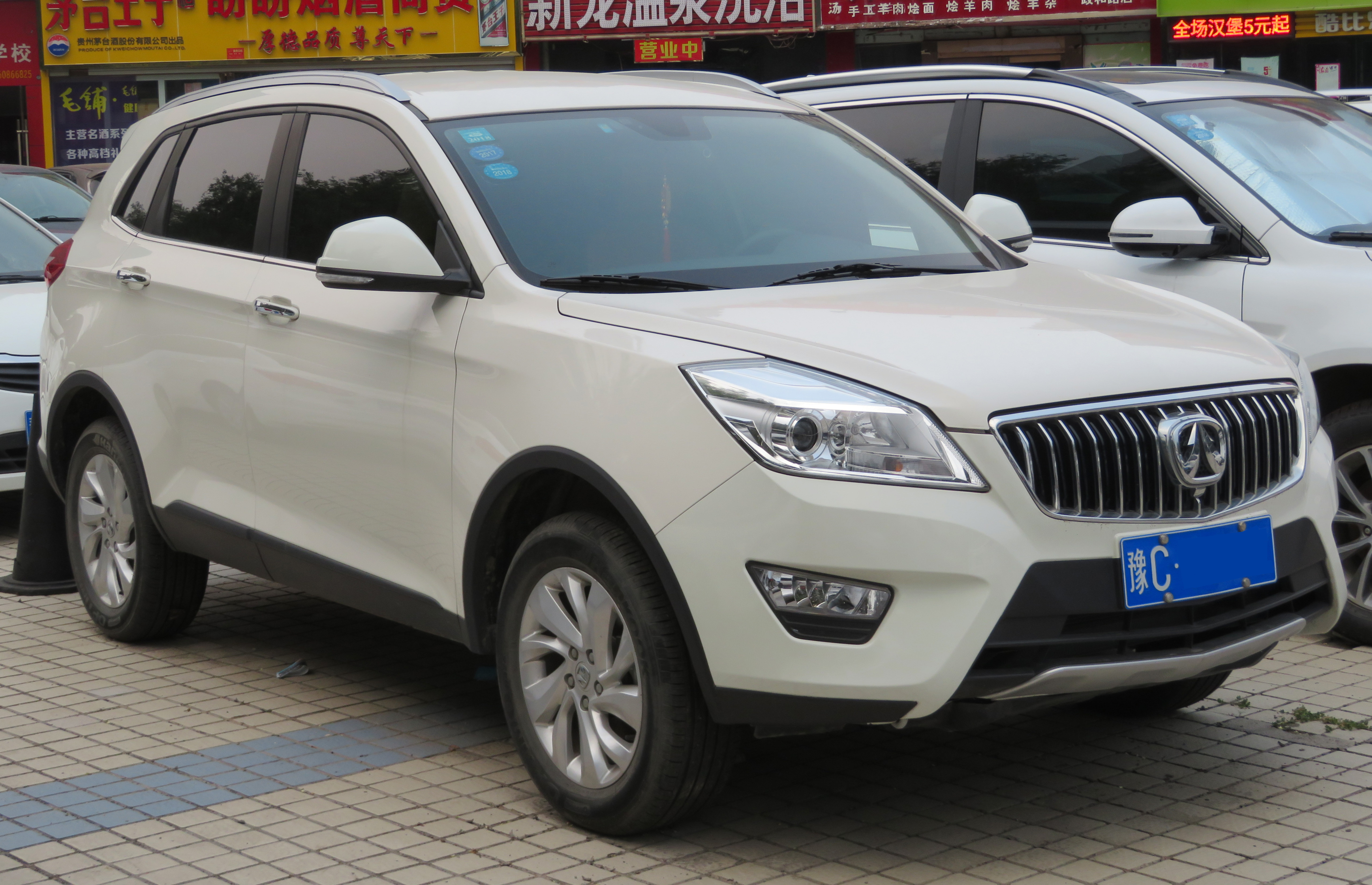
Beijing Weiwang S50 (2016–2017)

Der Beijing Senova X65 ist das erste Sport Utility Vehicle der chinesischen Beijing Motor Corporation. Die Marke lautet Beijing und die Submarke Senova. Der Hersteller selber bezeichnet Senova als Series.

## Geschichte
Vorgestellt wurde das Fahrzeug im November 2014 auf der Guangzhou Auto Show. Ab März 2015 war es in China erhältlich. Das SUV ist über dem Beijing Senova X55 positioniert. In Deutschland wurde es zwischenzeitlich über den Importeur Indimo angeboten. Auch in vielen Staaten Lateinamerikas ist der Wagen erhältlich.
Technisch basiert der X65 auf dem Saab 9-3. Der Mutter-Konzern Beijing Automotive Industry Holding erwarb 2009 von Saab die Rechte an den Plattformen des schwedischen Automobilherstellers. Der Beijing Weiwang S50 der Submarke Beijing Weiwang wurde zwischen März 2016 und Dezember 2017 als baugleiches Modell zum Beijing Senova X65 mittels Badge-Engineering verkauft. Auch der Beijing BJ20, der Huansu S6 und der in Deutschland erhältliche Borgward BX7 basieren auf dem X65.

## Technische Daten
Angetrieben wird der Beijing Senova X65 von einem aufgeladenen Zweiliter-Ottomotor mit 130 kW (177 PS) von Saab. Serienmäßig hat das SUV ein 5-Gang-Schaltgetriebe, wahlweise ist ein 6-Stufen-Automatikgetriebe erhältlich. Allradantrieb ist nicht verfügbar.
Der Beijing Weiwang S50 wird wie der Beijing BJ20 und der Huansu S6 von einem 110 kW (150 PS) starken 1,5-Liter-Ottomotor von Mitsubishi Motors angetrieben. Der Borgward BX7 hat einen 165 kW (224 PS) starken Zweiliter-Ottomotor, der bei Foton entwickelt wurde.
|                                             | Beijing Senova X65 2.0        |
| Bauzeitraum                                 | 03/2015–07/2018               |
| Motorkenndaten                              |                               |
| Motortyp                                    | Reihen-Vierzylinder-Ottomotor |
| Motoraufladung                              | Turbolader                    |
| Hubraum                                     | 1992 cm³                      |
| max. Leistung bei min−1                     | 130 kW (177 PS) / 5500        |
| max. Drehmoment bei min−1                   | 240 Nm / 1800–4800            |
| Kraftübertragung                            |                               |
| Antrieb, serienmäßig                        | Vorderradantrieb              |
| Getriebe, serienmäßig                       | 5-Gang-Schaltgetriebe         |
| Getriebe, optional                          | (6-Stufen-Automatikgetriebe)  |
| Messwerte                                   |                               |
| Höchstgeschwindigkeit                       | k. A.                         |
| Beschleunigung, 0–100 km/h                  | k. A.                         |
| Kraftstoffverbrauch auf 100 km (kombiniert) | 8,1 l Super (8,4 l Super)     |
| Tankinhalt                                  | 60 l                          |

Werte in runden Klammern gelten für Modelle mit optionalem Getriebe.

## Stückzahlen
Vom Beijing Weiwang wurden 2016 in China 23.423 Fahrzeuge verkauft. Im Folgejahr fiel die Zahl auf 15.760. In der Summe sind das 39.183 Fahrzeuge.